# Pp=mc²
pp=mc² ist das zwölfte Soloalbum des Berliner Rappers Prinz Pi, der auf dieser Veröffentlichung erstmals seit 2005 wieder unter dem Künstlernamen Prinz Porno auftritt. Der Tonträger erschien am 9. Januar 2015 über sein Independent-Label Keine Liebe Records als Standard- und Limited-Edition, inklusive Instrumentals, Mütze und Poster.

## Inhalt
Das Album enthält vor allem typische Representer- und Battle-Rap-Tracks (z. B. Für meine Feinde, Simplizissimus), auf denen sich Prinz Porno selbst rühmt oder andere Rapper und deren Hörerschaft kritisiert. Dagegen ist Dschungelabenteuer ein 15-minütiger Storytelling-Song, der eine fiktive Geschichte erzählt.

## Produktion
Die Lieder des Albums wurden unter anderem von dem Musikproduzent Max Mostley produziert.

## Covergestaltung
Das Albumcover zeigt die weißen Schriftzüge Keine Liebe Records, Prin2 PΩrnΩ und pp=mc². Der Hintergrund ist komplett schwarz gehalten.

## Gastbeiträge
Auf sechs Liedern des Albums sind neben Prinz Porno andere Künstler vertreten. So hat der österreichische Rapper Kamp einen Gastauftritt bei Der alte Witz und der bei Keine Liebe Records unter Vertrag stehende Rapper ERRdeKa ist auf Die Löffel Parabel zu hören. Außerdem wird Prinz Porno beim Song Für meine Feinde von DJ Stickle unterstützt, während der Rapper E-Rich einen Gastbeitrag auf dem Track Auf Augenhöhe hat. Die Rapper Jonarama und Kobra, der zu Prinz Pornos früherer Rapgruppe Beatfabrik gehörte, sind auf dem Titel Massephase vertreten. Des Weiteren rappt Kollegah zusammen mit Prinz Porno das Lied Dschungelabenteuer.

## Titelliste
| #  | Titel                                               | Gastmusiker        | Länge |
| -- | --------------------------------------------------- | ------------------ | ----- |
| 1  | Für meine Feinde                                    | DJ Stickle         | 2:39  |
| 2  | Der alte Witz                                       | Kamp               | 3:44  |
| 3  | Die Löffel Parabel                                  | ERRdeKa            | 3:31  |
| 4  | Weisheitszene                                       |                    | 2:58  |
| 5  | Idiotensystem(fehler)                               |                    | 2:55  |
| 6  | Weg mit dem Curse(r)                                |                    | 2:36  |
| 7  | Internat(ionale Verschwörung)                       |                    | 3:02  |
| 8  | Simplizissimus (Nachts im Bett)                     |                    | 3:42  |
| 9  | Chillig                                             |                    | 4:11  |
| 10 | Abhängen (Geschichte der Schwerkraft)               |                    | 3:08  |
| 11 | Spur der Steine (Alternativer Strassenrap Ansatz 1) |                    | 4:35  |
| 12 | Lektion in Geduld                                   |                    | 3:55  |
| 13 | Auf Augenhöhe                                       | E-Rich             | 2:52  |
| 14 | Massephase                                          | Jonarama und Kobra | 5:00  |
| 15 | Parfum (Eau de Porneau)                             |                    | 4:38  |
| 16 | Dschungelabenteuer                                  | Kollegah           | 15:28 |

## Videos
Im Vorfeld der Albumveröffentlichung erschienen Musikvideos zu den Liedern Chillig, Parfum (Eau de Porneau), Die Löffel Parabel und Für meine Feinde. Am 25. Januar 2015 wurde zudem ein animiertes Video zum Song Dschungelabenteuer veröffentlicht. Am 31. Juli 2015 folgte ein Video zu Weg mit dem Cursor.

## Chartplatzierungen
pp=mc² stieg auf Anhieb auf Platz 1 in die deutschen Albumcharts ein und konnte sich vier Wochen in den Top 100 halten.

## Rezeption
| Professionelle Bewertungen | Professionelle Bewertungen |
| -------------------------- | -------------------------- |
| Kritiken                   |                            |
| Quelle                     | Bewertung                  |
| laut.de                    | [ 4 ]                      |
| Backspin                   | [ 5 ]                      |
| rappers.in                 | [ 6 ]                      |

Die Internetseite laut.de bewertete das Album mit zwei von möglichen fünf Punkten und kritisiert aufkommende Langeweile beim Hören, wobei lediglich die Produktion gelobt wird:

„Seine Platte […] wirkt in etwa so einfallsreich wie ihr Coverartwork. Prinz Porno teilt zwar in alle Richtungen aus, wirkt dabei aber dermaßen gelangweilt und unmotiviert, dass ich mich frage: Warum macht er das überhaupt? […] Ein paar Verschwörungstheorien, etliche lasche Ohrfeigen, eine lummelige Sommer-in-der-Stadt-Chill-Nummer, mariniert in Selbstbeweihräucherung und Größenwahn - um das unterhaltsam zu finden, brauche ich vermutlich noch die eine oder andere "Lektion In Geduld". […] Ehrlich gesagt bescheren mir die Beats ohne Prinz Pornos drögen Auftritt deutlich mehr Vergnügen: Mit freundlichen Grüßen aus den 90ern kommen die Produktionen mal sonniger, mal düsterer, gelegentlich sogar mit mehr als nur einem Hauch Wu-Flavour daher: Der instrumentalen Seite kann ich durchaus einiges abgewinnen.“

Die Internetseite rap.de gab pp=mc² eine durchschnittliche Bewertung, wobei die gelungene Produktion hervorgehoben wurde. Allerdings gelinge es Prinz Porno nicht, die Atmosphäre der Songs vom Beginn seiner Karriere herüberzubringen:

„[Das Album] leidet genau an den prophezeiten Schwächen. Es fehlt einfach der Biss des alten Prinz Porno – der Hass auf die selbstgefällige Überflussgesellschaft, der unbändige Hunger, der Wille, Widerstand zu leisten. Alles zu ficken. Die ungeschönte, kafkaeske Atmosphäre, die harten, treffenden Worte, die originell und präzise, aber schnörkellos gezeichneten Bilder. […] Was bleibt? Ein Album voller exzellenter Battleraps und interessanter, reflektierter Gedankenansätze auf hervorragend produzierten, referenzgespickten Instrumentalen im Stile längst vergangener Tage.“

Die Internetseite MZEE.com bezeichnete das Album als einen erzwungenen Versuch, an die kryptischen, battlelastigen Zeilen von damals anzuknüpfen, der sich unmotiviert und witzlos anhöre.